# Jednostka archiwalna
Jednostka archiwalna – w archiwistyce odrębna fizycznie jednostka materiałów archiwalnych. 
Jednostką archiwalną może być teczka, poszyt, księga, pojedynczy dokument (jeśli przechowywany jest odrębnie, np. dokumenty pergaminowe), wiązka, mapa (także pojedynczy arkusz mapy wieloarkuszowej), rysunek (także pojedynczy arkusz rysunku wieloarkuszowego), fotografia, krążek taśmy filmowej lub magnetofonowej, kaseta magnetofonowa lub magnetowidowa, taśma z zapisem danych cyfrowych, płyta gramofonowa, CD, itp.
Zazwyczaj jednostka archiwalna jest jednocześnie jednostką inwentarzową.